# Copa Benito Juárez
La Copa Benito Juárez es un torneo de básquetbol amateur anual que se realiza en distintas ciudades y pueblos de Oaxaca, entre ellos Ixtlán de Juárez y Guelatao. Dicho torneo es intercultural ya que es disputado principalmente por más de 200 equipos representativos varoniles y femeniles de distintas categorías de la región. En el torneo participan hasta 33 localidades indígenas de los pueblos ayüükjä'äy (mixe), tsa ju jmí (chinanteco) y los distintos zapotecos. Se realiza anualmente para conmemorar el natalicio de Benito Juárez y las finales se realizan el 21 de marzo en el Gimnasio Municipal de Guelatao, a donde acuden miles de personas.
Los equipos que participan en esta justa deportiva son elegidos de manera comunal, basados en las decisiones de cada pueblo participante. Cada año el encuentro es cubierto por la radio comunitaria XEGLO La Voz de la Sierra Juárez.